# ProSieben Maxx
ProSieben Maxx este un canal de televiziune german, deținut de ProSiebenSat.1.